# گمینا کوناژنه
گمینا کوناژنه (به لهستانی:  Gmina Konarzyny) یک گمینا در لهستان است که در شهرستان خوینیتسه واقع شده‌است. گمینا کوناژنه ۱۰۴٫۲۷ کیلومتر مربع مساحت و ۲٬۱۷۸ نفر جمعیت دارد.